# Bryan Shelton
Bryan Shelton (* 22. Dezember 1965 in Huntsville, Alabama) ist ein ehemaliger US-amerikanischer Tennisspieler.

## Leben
Shelton spielte während seines Studiums des Industrial Engineering für das Georgia Institute of Technology College Tennis. 1985 gewann er die nationale US-amerikanische Amateurmeisterschaft und 1988 wurde er in die Bestenauswahl All-American gewählt.
Im Jahr darauf wurde er Tennisprofi und konnte noch im selben Jahr in München seinen ersten Titel auf der ATP Challenger Tour gewinnen. Insgesamt holte er auf dieser je vier Einzel- und Doppeltitel. Seine größten Erfolge auf der ATP Tour waren die zwei aufeinander folgenden Titel in Newport durch Finalsiege über Javier Frana und Alex Antonitsch. Zudem errang er zwei ATP-Doppeltitel. Seine höchste Notierung in der Tennisweltrangliste erreichte er 1992 mit Position 55 im Einzel sowie 1994 mit Position 52 im Doppel. Sein bestes Einzelergebnis bei einem Grand-Slam-Turnier war des Achtelfinales 1994 in Wimbledon. Dort besiegte er in der ersten Runde Michael Stich, nachdem er zuvor bereits drei Runden in der Qualifikation gespielt hatte. Nach weiteren Siegen über Karim Alami und Jason Stoltenberg unterlag er schließlich dem Schweden Christian Bergström im fünften Satz mit 8:10. In der Doppelkonkurrenz erreichte er 1990 das Achtelfinale bei den French Open und 1994 selbiges in Wimbledon. Seinen größten Erfolg im Mixed hatte er an der Seite von Lori McNeil, mit der er 1992 im Finale der French Open stand und gegen Todd Woodbridge und Arantxa Sánchez Vicario verlor.
Nach dem Ende seiner Profikarriere 1997 arbeitete er zunächst als Trainer von MaliVai Washington. Zwischen 1998 und 1999 war er Trainer bei der USTA. Danach kehrte er als Cheftrainer der Damenmannschaft zum Georgia Institute of Technology zurück, mit dem er 2007 die Meisterschaft der National Collegiate Athletic Association gewann.

## Erfolge
| Legende                       |
| Grand Slam                    |
| Tennis Masters Cup            |
| ATP Masters Series            |
| ATP International Series Gold |
| ATP International Series (4)  |
| ATP Challenger Series (8)     |

| ATP-Titel nach Belag |
| Hartplatz (1)        |
| Sand (1)             |
| Rasen (2)            |
| Teppich (0)          |

### Einzel

#### Turniersiege

##### ATP Tour
| Nr. | Datum         | Turnier     | Belag | Finalgegner     | Ergebnis      |
| --- | ------------- | ----------- | ----- | --------------- | ------------- |
| 1.  | 14. Juli 1991 | Newport (1) | Rasen | Javier Frana    | 3:6, 6:4, 6:4 |
| 2.  | 12. Juli 1992 | Newport (2) | Rasen | Alex Antonitsch | 6:4, 6:4      |

##### Challenger Tour
| Nr. | Datum             | Turnier     | Belag       | Finalgegner    | Ergebnis      |
| --- | ----------------- | ----------- | ----------- | -------------- | ------------- |
| 1.  | 26. November 1989 | München     | Teppich (i) | Gianluca Pozzi | 6:4, 7:5      |
| 2.  | 1. Februar 1990   | Tampa       | Sand        | Broderick Dyke | 6:7, 6:2, 6:1 |
| 3.  | 20. Oktober 1991  | Kairo       | Hartplatz   | Jacco Eltingh  | 7:6, 7:6      |
| 4.  | 27. November 1994 | Guadalajara | Sand        | Sjeng Schalken | 6:4, 3:6, 6:2 |

#### Finalteilnahmen
| Nr. | Datum       | Turnier | Belag | Finalgegner   | Ergebnis  |
| --- | ----------- | ------- | ----- | ------------- | --------- |
| 1.  | 2. Mai 1993 | Atlanta | Sand  | Jacco Eltingh | 6:71, 2:6 |

### Doppel

#### Turniersiege

##### ATP Tour
| Nr. | Datum            | Turnier      | Belag     | Partner           | Finalgegner                    | Ergebnis      |
| --- | ---------------- | ------------ | --------- | ----------------- | ------------------------------ | ------------- |
| 1.  | 27. Februar 1994 | Mexiko-Stadt | Sand      | Francisco Montana | Luke Jensen Murphy Jensen      | 6:3, 6:4      |
| 2.  | 5. Januar 1997   | Adelaide     | Hartplatz | Patrick Rafter    | Todd Woodbridge Mark Woodforde | 6:4, 1:6, 6:3 |

##### Challenger Tour
| Nr. | Datum              | Turnier        | Belag     | Partner      | Finalgegner                   | Ergebnis      |
| --- | ------------------ | -------------- | --------- | ------------ | ----------------------------- | ------------- |
| 1.  | 28. Juli 1991      | Aptos          | Hartplatz | Nduka Odizor | Miguel Nido Fernando Roese    | 6:4, 6:3      |
| 2.  | 25. April 1993     | Birmingham (1) | Sand      | Todd Witsken | Pablo Albano Javier Frana     | 7:6, 6:3      |
| 3.  | 12. September 1993 | Azoren         | Hartplatz | Roger Smith  | Chris Bailey Jeff Tarango     | 6:4, 6:4      |
| 4.  | 30. April 1995     | Birmingham (2) | Sand      | Ken Flach    | Ellis Ferreira Brent Haygarth | 5:7, 7:5, 6:2 |

#### Finalteilnahmen
| Nr. | Datum         | Turnier | Belag | Partner     | Finalgegner                  | Ergebnis |
| --- | ------------- | ------- | ----- | ----------- | ---------------------------- | -------- |
| 1.  | 15. Juli 1990 | Newport | Rasen | Todd Nelson | Darren Cahill Mark Kratzmann | 6:3, 6:4 |